# 309. Infanterie-Division (Wehrmacht)
Die 309. Infanterie-Division (auch (309.) Infanterie-Division (Groß-)Berlin genannt) war eine deutsche Infanteriedivision im Zweiten Weltkrieg.

## Divisionsgeschichte
Die Division wurde am 1. Februar 1945 auf dem Truppenübungsplatz Döberitz bei Berlin im Wehrkreis III als Alarmverband aufgestellt.
Die Division wurde erst an der Oderfront bei Küstrin eingesetzt. Im April 1945; ab März der 9. Armee im CI. Armeekorps zugewiesen; nahm der Großverband bei der Schlacht um die Seelower Höhen in der südlichen Verteidigungslinie zwischen Trebbin und Altfriedland gemeinsam in Stellung mit der 303. Infanterie-Division und der 606. Infanterie-Division teil. Diese Verteidigungsstellung wurde aber durch russische Panzer der 47. Armee durchbrochen. Später wurde die Division im Kessel von Halbe zerschlagen.

## Kommandeur
- Oberst/Generalmajor Heinrich Voigtsberger

## Gliederung im Februar 1945
- Wach-Regiment „Großdeutschland“
- Grenadier-Regiment 652
- Grenadier-Regiment 653
- Füsilier-Bataillon 309
- Artillerie-Regiment 309
- Pionier-Bataillon 309
- Panzerjäger-Bataillon 309 (ehemalige Panzerjäger-Bataillon 200 der 21. Panzer-Division)
- Nachrichten-Abteilung 309
- Versorgungs-Regiment 309